# Diffusion Maison
Pour plus de détails, voir Fiche technique et Distribution.
Diffusion Maison (The Barnyard Broadcast) est un court-métrage d'animation américain des studios Disney avec Mickey Mouse, sorti en 1931.

## Synopsis
Mickey est aux commandes de sa propre radio amateur, nommée ICU (I See You) et émise depuis sa grange. Minnie et quelques amis l'aident en jouant des morceaux. La musique attire un chat qui décide de miauler dans le micro. Pluto qui écoute depuis sa niche part à sa poursuite. Mickey chasse le chat mais d'autres félins s'attaquent aux équipements radiophoniques puis courent à travers les musiciens poursuivis par Mickey, armé d'un balai, et par Pluto. La cavalcade génère beaucoup d'actions.

## Fiche technique
- Titre original : The Barnyard Broadcast
- Titre  français : Diffusion Maison
- Série : Mickey Mouse
- Réalisation : Burt Gillett
- Animation : David Hand
- Musique : Bert Lewis
- Production : Walt Disney, John Sutherland
- Société  de  production : Walt Disney Productions
- Société de distribution : Columbia Pictures
- Format : Noir et blanc - 35 mm - 1,37:1 - Son mono (RCA Sound System)
- Durée :  8 min
- Langue :  Anglais
- Pays :  États-Unis
- Dates de  sortie :  États-Unis : 19 octobre 1931

Source : IMDb

## Voix  originales
- Walt Disney : Mickey
- Marcellite Garner : Minnie

## Commentaires
Comme dans Mickey's Follies (1929), Mickey joue à nouveau de la musique dans une ferme mais cette fois c'est pour sa station de radio.
En commençant par Steamboat Willie, puis avec Champ de bataille en 1929 jusqu'à Le Fermier musicien et Olympiques rustiques en 1932, une grande proportion des premiers courts métrages de Disney comporte un lien fort avec le monde rural et tire leur humour d'une juxtaposition comique de stéréotypes urbains et ruraux.

## Titre en différentes langues
- Allemagne : Micky auf Sendung
- Suède : Musse Pigg som hallåman

Source : IMDb

## Sorties DVD
- Les Trésors de Walt  Disney : Mickey Mouse, les années noir et blanc, 2e partie (1928-1935).